# Кордонский, Симон Гдальевич
Симон Гда́льевич Кордо́нский (род. 7 сентября 1944, Ойрот-Тура, Ойротская автономная область, СССР) — российский научный и общественный деятель. Кандидат философских наук.

## Биография
Родился 7 сентября 1944 года в Ойрот-Туре (ныне Горно-Алтайск) в еврейской семье из Одессы.
Участвовал в распространении самиздата, и в начале 1970-х годах, после дела диссидентов Петра Якира и Виктора Красина попал в список неблагонадежных.
В 1977 году окончил Томский государственный университет по специальности «преподаватель химии и биологии».
В 1988 году в Новосибирском государственном университете защитил диссертацию на соискание учёной степени кандидата философских наук по теме «Циклические процедуры научного исследования».
Принимал участие в организации неформального объединения учёных, проводивших семинары по экономическим проблемам в ЦЭМИ АН СССР. Являлся активным участником семинаров и рабочих групп по формированию стратегии рыночных и либеральных реформ в России. Генеральный директор Центра проблем гражданского общества и частной собственности с 1993 года.
В 1995 году участвовал, вместе с Сергеем Чернышёвым, Андреем Белоусовым, Вячеславом Глазычевым, Андреем Кураевым, Сергеем Кургиняном и другими, в сборнике «Иное. Хрестоматия нового российского самосознания».

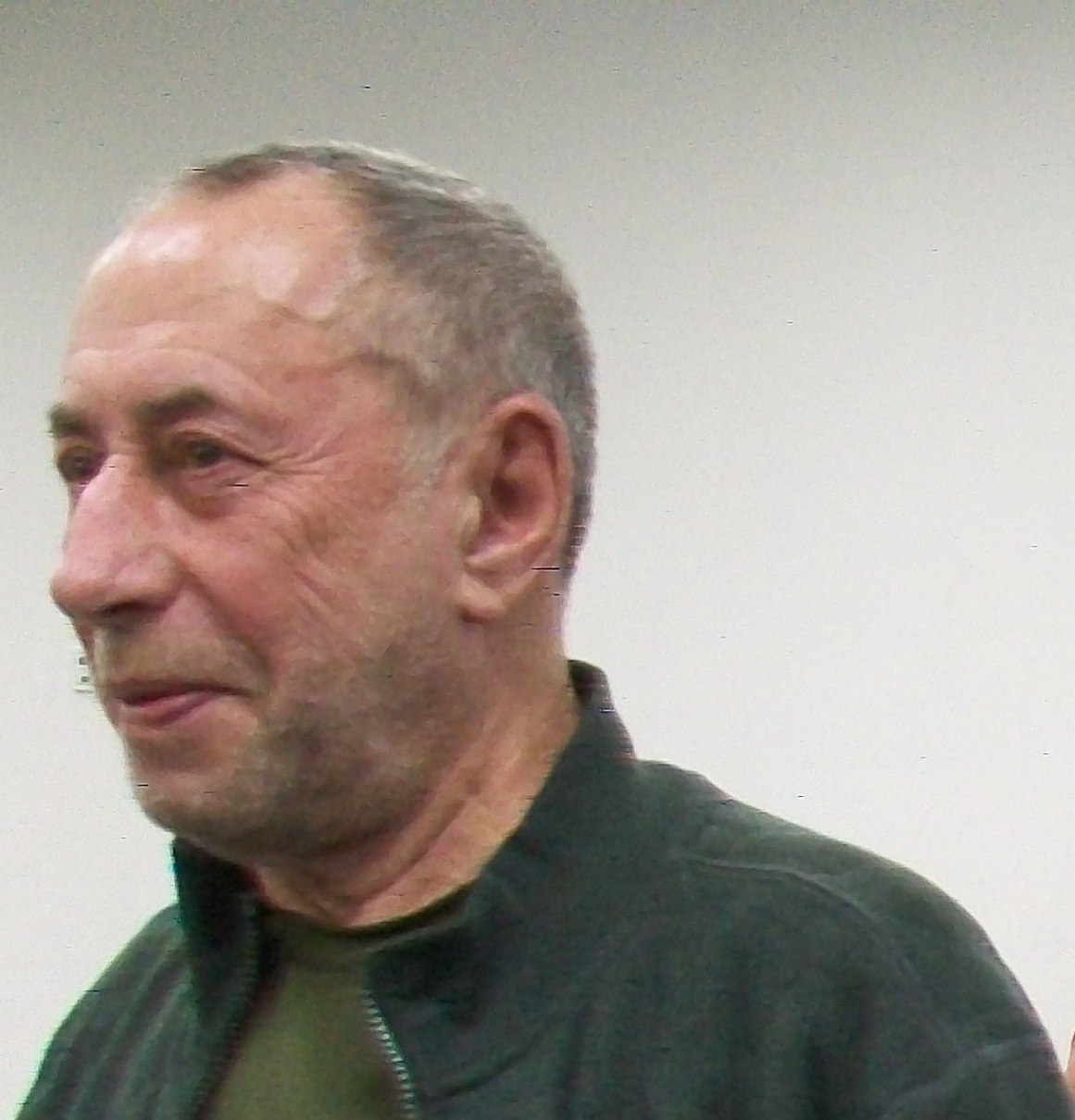
Симон Кордонский в Ельцин-центре. 13 января 2018 года

Начальник Экспертного управления Администрации Президента РФ в 2000—2004 годах. Старший референт Президента РФ в 2004—2005 годах. Действительный государственный советник Российской Федерации 1 класса. Профессор, заведующий кафедрой местного самоуправления Национального исследовательского университета «Высшая школа экономики» с 2008 года. Почётный доктор БФУ им. И. Канта.
Председатель экспертного совета фонда поддержки социальных исследований «Хамовники» (учредитель Александр Клячин).
Подвергался критике за антинаучные выступления.

## Высказывания
Симон Кордонский — один из создателей направления, именуемого «теорией административного рынка». Ввёл в научное обращение понятие «веерных матриц». По мнению Кордонского, в России «циклы ослабления — укрепления государственности заменили собою обычные экономические циклы».
Широкому обсуждению в социальных сетях подверглись также высказывания Кордонского о социальной системе российского общества. Со слов философа, в России еще нет классовой системы, но сложилась формальная сословная система, хотя и без сословного самосознания. Государство разделило общество на сословия, например, на административных государственных служащих, правоохранительных государственных служащих, бизнесменов, врачей и т. д., цель — для обеспечения распределения ресурсов между ними.
В отечественной и зарубежной прессе цитируются его высказывания типа:
- «функция детдома в России — подготовить маргинализированных членов общества к карьере профессиональных воров и грабителей»;
- «люди в России являются ресурсополучателями, а не гражданами»;
- «иностранное для россиян символизирует жизнь в раю, россияне хотят не стать гражданами, а просто жить в раю»;
- «наша реальность — это ответ на усилия государства»[10].